# Scorpiops rohtangensis
Espèce
Scorpiops rohtangensis est une espèce de scorpions de la famille des Scorpiopidae.

## Distribution
Cette espèce est endémique d'Himachal Pradesh en Inde. Elle se rencontre vers le Rohtang La à 4 300 m d'altitude.

## Description
Le mâle holotype mesure 37,75 mm pour Tikader et Bastawade ou 50,0 mm pour Mani.

## Étymologie
Son nom d'espèce, composé de rohtang et du suffixe latin -ensis, « qui vit dans, qui habite », lui a été donné en référence au lieu de sa découverte, Rohtang La.

## Publication originale
- Mani, 1959 : « On a collection of high altitude scorpions and pseudoscorpions (Arachnida) from the Northwest Himalaya. » Agra University Journal of Research: Science, vol. 8, p. 11-16.